# Interlands Jamaicaans voetbalelftal 2020-2029
Deze pagina toont een chronologisch en gedetailleerd overzicht van de interlands die het Jamaicaans voetbalelftal speelt en heeft gespeeld in de periode 2020 – 2029.

## Interlands

### 2020
|                                                                 |                                           |       |         |                                                                              |
| 11 maart Vriendschappelijk «onderlinge duels» 19:00 uur (UTC−5) | Jamaica                                   | 2 – 0 | Bermuda | Montego Bay Sports Complex, Montego Bay Scheidsrechter: Rubiel Vazquez (USA) |
| 11 maart Vriendschappelijk «onderlinge duels» 19:00 uur (UTC−5) | Jourdaine Fletcher 42' Kemar Beckford 79' |       |         | Montego Bay Sports Complex, Montego Bay Scheidsrechter: Rubiel Vazquez (USA) |

|                                                                    |                                                                |       |         |                                                                                              |
| 14 november Vriendschappelijk «onderlinge duels» 19:30 uur (UTC+3) | Saoedi-Arabië                                                  | 3 – 0 | Jamaica | Prins Faisal bin Fahdstadion, Riyad Toeschouwers: 0 Scheidsrechter: Ahmed Eisa Mohamed (VAE) |
| 14 november Vriendschappelijk «onderlinge duels» 19:30 uur (UTC+3) | Salem Al-Dawsari 10' Saleh Al-Shehri 44' Firas Al-Buraikan 77' |       |         | Prins Faisal bin Fahdstadion, Riyad Toeschouwers: 0 Scheidsrechter: Ahmed Eisa Mohamed (VAE) |

|                                                                    |                        |       |                                   |                                                                                         |
| 17 november Vriendschappelijk «onderlinge duels» 19:30 uur (UTC+3) | Saoedi-Arabië          | 1 – 2 | Jamaica                           | Prins Faisal bin Fahdstadion, Riyad Toeschouwers: 0 Scheidsrechter: Yahya Almulla (QAT) |
| 17 november Vriendschappelijk «onderlinge duels» 19:30 uur (UTC+3) | Abdullah Al-Hamdan 29' |       | 34' Daniel Johnson 64' Javon East | Prins Faisal bin Fahdstadion, Riyad Toeschouwers: 0 Scheidsrechter: Yahya Almulla (QAT) |

### 2021
|                                                                 |                                                                                   |       |                | |
| 25 maart Vriendschappelijk «onderlinge duels» 18:30 uur (UTC+1) | Verenigde Staten                                                                  | 4 – 1 | Jamaica        | Stadion Wiener Neustadt, Wiener Neustadt Toeschouwers: 0 Scheidsrechter: Christian-Petru Ciochirca (AUT) |
| 25 maart Vriendschappelijk «onderlinge duels» 18:30 uur (UTC+1) | Sergiño Dest 34' Brenden Aaronson 52' Sebastian Lletget 83' Sebastian Lletget 90' |       | 70' Jamal Lowe | Stadion Wiener Neustadt, Wiener Neustadt Toeschouwers: 0 Scheidsrechter: Christian-Petru Ciochirca (AUT) |

|                                                               |                        |       |                |                                                                                 |
| 7 juni Vriendschappelijk «onderlinge duels» 17:00 uur (UTC+9) | Servië                 | 1 – 1 | Jamaica        | Miki Atletiekstadion, Miki Toeschouwers: 0 Scheidsrechter: Yudai Yamamoto (JPN) |
| 7 juni Vriendschappelijk «onderlinge duels» 17:00 uur (UTC+9) | Strahinja Pavlović 61' |       | 29' Andre Gray | Miki Atletiekstadion, Miki Toeschouwers: 0 Scheidsrechter: Yudai Yamamoto (JPN) |

| CONCACAF Gold Cup 2021 |
| ---------------------- |

|                                                               |                                              |       |          |                                                                                    |
| 12 juli Gold Cup Groep C «onderlinge duels» 18:30 uur (UTC−4) | Jamaica                                      | 2 – 0 | Suriname | Exploria Stadium, Orlando Toeschouwers: 6.403 Scheidsrechter: Bakary Gassama (GAM) |
| 12 juli Gold Cup Groep C «onderlinge duels» 18:30 uur (UTC−4) | Shamar Nicholson 6' Bobby Decordova-Reid 26' |       |          | Exploria Stadium, Orlando Toeschouwers: 6.403 Scheidsrechter: Bakary Gassama (GAM) |

|                                            |                        |       |                                     |                                                                                 |
| 16 juli Gold Cup Groep C 18:30 uur (UTC−4) | Guadeloupe             | 1 – 2 | Jamaica                             | Exploria Stadium, Orlando Toeschouwers: 6.527 Scheidsrechter: Bryan López (GUA) |
| 16 juli Gold Cup Groep C 18:30 uur (UTC−4) | Amari'i Bell 4' (e.d.) |       | 14' Cory Burke 87' Junior Flemmings | Exploria Stadium, Orlando Toeschouwers: 6.527 Scheidsrechter: Bryan López (GUA) |

|                                                               |                |       |         |                                                                                    |
| 20 juli Gold Cup Groep C «onderlinge duels» 19:00 uur (UTC−4) | Costa Rica     | 1 – 0 | Jamaica | Exploria Stadium, Orlando Toeschouwers: 10.264 Scheidsrechter: Mario Escobar (GUA) |
| 20 juli Gold Cup Groep C «onderlinge duels» 19:00 uur (UTC−4) | Bryan Ruiz 53' |       |         | Exploria Stadium, Orlando Toeschouwers: 10.264 Scheidsrechter: Mario Escobar (GUA) |

|                                                                   |                   |       |         |                                                                                       |
| 25 juli Gold Cup Kwartfinale «onderlinge duels» 20:30 uur (UTC−5) | Verenigde Staten  | 1 – 0 | Jamaica | AT&T Stadium, Arlington Toeschouwers: 41.318 Scheidsrechter: César Arturo Ramos (MEX) |
| 25 juli Gold Cup Kwartfinale «onderlinge duels» 20:30 uur (UTC−5) | Matthew Hoppe 83' |       |         | AT&T Stadium, Arlington Toeschouwers: 41.318 Scheidsrechter: César Arturo Ramos (MEX) |

|  |  |  |  |  |  |  |  |  |

|                                                                              |                                  |       |                      |                                                                                |
| 2 september WK-kwalificatie Finaleronde «onderlinge duels» 21:00 uur (UTC−5) | Mexico                           | 2 – 1 | Jamaica              | Aztekenstadion, Mexico-Stad Toeschouwers: 0 Scheidsrechter: Selvin Brown (HON) |
| 2 september WK-kwalificatie Finaleronde «onderlinge duels» 21:00 uur (UTC−5) | Alexis Vega 50' Henry Martín 89' |       | 65' Shamar Nicholson | Aztekenstadion, Mexico-Stad Toeschouwers: 0 Scheidsrechter: Selvin Brown (HON) |

|                                                                              |         |                                                               |        |                                                                                  |
| 5 september WK-kwalificatie Finaleronde «onderlinge duels» 17:00 uur (UTC−5) | Jamaica | 0 – 3                                                         | Panama | Independence Park, Kingston Toeschouwers: 0 Scheidsrechter: Ismael Cornejo (SLV) |
| 5 september WK-kwalificatie Finaleronde «onderlinge duels» 17:00 uur (UTC−5) |         | 14' Andrés Andrade 39' Rolando Blackburn 81' Cecilio Waterman |        | Independence Park, Kingston Toeschouwers: 0 Scheidsrechter: Ismael Cornejo (SLV) |

|                                                                              |                |       |                      |                                                                                   |
| 8 september WK-kwalificatie Finaleronde «onderlinge duels» 19:00 uur (UTC−6) | Costa Rica     | 1 – 1 | Jamaica              | Estadio Nacional, San José Toeschouwers: 3.000 Scheidsrechter: Drew Fischer (CAN) |
| 8 september WK-kwalificatie Finaleronde «onderlinge duels» 19:00 uur (UTC−6) | Jimmy Marín 3' |       | 47' Shamar Nicholson | Estadio Nacional, San José Toeschouwers: 3.000 Scheidsrechter: Drew Fischer (CAN) |

|                                                                            |                                   |       |         |                                                                          |
| 7 oktober WK-kwalificatie Finaleronde «onderlinge duels» 18:30 uur (UTC−5) | Verenigde Staten                  | 2 – 0 | Jamaica | Q2 Stadium, Austin Toeschouwers: 20.500 Scheidsrechter: Reon Radix (GRN) |
| 7 oktober WK-kwalificatie Finaleronde «onderlinge duels» 18:30 uur (UTC−5) | Ricardo Pepi 49' Ricardo Pepi 62' |       |         | Q2 Stadium, Austin Toeschouwers: 20.500 Scheidsrechter: Reon Radix (GRN) |

|                                                                             |         |       |        |                                                                                  |
| 10 oktober WK-kwalificatie Finaleronde «onderlinge duels» 17:00 uur (UTC−5) | Jamaica | 0 – 0 | Canada | Independence Park, Kingston Toeschouwers: 0 Scheidsrechter: Keylor Herrera (CRC) |
| 10 oktober WK-kwalificatie Finaleronde «onderlinge duels» 17:00 uur (UTC−5) |         |       |        | Independence Park, Kingston Toeschouwers: 0 Scheidsrechter: Keylor Herrera (CRC) |

|                                                                             |          |                                  |         | |
| 13 oktober WK-kwalificatie Finaleronde «onderlinge duels» 18:05 uur (UTC−6) | Honduras | 0 – 2                            | Jamaica | Estadio Olímpico Metropolitano, San Pedro Sula Toeschouwers: 18.000 Scheidsrechter: Bryan López (GUA) |
| 13 oktober WK-kwalificatie Finaleronde «onderlinge duels» 18:05 uur (UTC−6) |          | 38' Kemar Roofe 79' Oniel Fisher |         | Estadio Olímpico Metropolitano, San Pedro Sula Toeschouwers: 18.000 Scheidsrechter: Bryan López (GUA) |

|                                                                              |                 |       |                     | |
| 12 november WK-kwalificatie Finaleronde «onderlinge duels» 20:00 uur (UTC−6) | El Salvador     | 1 – 1 | Jamaica             | Estadio Cuscatlán, San Salvador Toeschouwers: 10.000 Scheidsrechter: José Raúl Torres Rivera (PUR) |
| 12 november WK-kwalificatie Finaleronde «onderlinge duels» 20:00 uur (UTC−6) | Alex Roldan 90' |       | 82' Michail Antonio | Estadio Cuscatlán, San Salvador Toeschouwers: 10.000 Scheidsrechter: José Raúl Torres Rivera (PUR) |

|                                                                              |                     |       |                  |                                                                                             |
| 16 november WK-kwalificatie Finaleronde «onderlinge duels» 17:00 uur (UTC−5) | Jamaica             | 1 – 1 | Verenigde Staten | Independence Park, Kingston Toeschouwers: 4.100 Scheidsrechter: Juan Gabriel Calderón (CRC) |
| 16 november WK-kwalificatie Finaleronde «onderlinge duels» 17:00 uur (UTC−5) | Michail Antonio 22' |       | 11' Timothy Weah | Independence Park, Kingston Toeschouwers: 4.100 Scheidsrechter: Juan Gabriel Calderón (CRC) |

### 2022
|                                                                   |                                                     |       |         |                                                                                      |
| 20 januari Vriendschappelijk «onderlinge duels» 20:00 uur (UTC−5) | Peru                                                | 3 – 0 | Jamaica | Estadio Nacional, Lima Toeschouwers: 12.906 Scheidsrechter: Fernando Echenique (ARG) |
| 20 januari Vriendschappelijk «onderlinge duels» 20:00 uur (UTC−5) | Luis Iberico 48' Alex Valera 66' Yoshimar Yotún 82' |       |         | Estadio Nacional, Lima Toeschouwers: 12.906 Scheidsrechter: Fernando Echenique (ARG) |

|                                                                             |                    |       |                                  |                                                                                  |
| 27 januari WK-kwalificatie Finaleronde «onderlinge duels» 19:00 uur (UTC−5) | Jamaica            | 1 – 2 | Mexico                           | Independence Park, Kingston Toeschouwers: 0 Scheidsrechter: Ismael Cornejo (SLV) |
| 27 januari WK-kwalificatie Finaleronde «onderlinge duels» 19:00 uur (UTC−5) | Daniel Johnson 50' |       | 81' Henry Martín 83' Alexis Vega | Independence Park, Kingston Toeschouwers: 0 Scheidsrechter: Ismael Cornejo (SLV) |

|                                                                             |                                                           |       |                                          |                                                                                          |
| 30 januari WK-kwalificatie Finaleronde «onderlinge duels» 17:05 uur (UTC−5) | Panama                                                    | 3 – 2 | Jamaica                                  | Estadio Rommel Fernández, Panama-Stad Toeschouwers: 0 Scheidsrechter: Selvin Brown (HON) |
| 30 januari WK-kwalificatie Finaleronde «onderlinge duels» 17:05 uur (UTC−5) | Javain Brown 43' (e.d.) Eric Davis 51' Azmahar Ariano 69' |       | 5' (pen.) Michail Antonio 87' Andre Gray | Estadio Rommel Fernández, Panama-Stad Toeschouwers: 0 Scheidsrechter: Selvin Brown (HON) |

|                                                                             |         |                   |            |                                                                               |
| 2 februari WK-kwalificatie Finaleronde «onderlinge duels» 19:00 uur (UTC−5) | Jamaica | 0 – 1             | Costa Rica | Independence Park, Kingston Toeschouwers: 0 Scheidsrechter: Marco Ortiz (MEX) |
| 2 februari WK-kwalificatie Finaleronde «onderlinge duels» 19:00 uur (UTC−5) |         | 62' Joel Campbell |            | Independence Park, Kingston Toeschouwers: 0 Scheidsrechter: Marco Ortiz (MEX) |

|                                                                           |                |       |                   |                                                                                      |
| 24 maart WK-kwalificatie Finaleronde «onderlinge duels» 18:05 uur (UTC−5) | Jamaica        | 1 – 1 | El Salvador       | Independence Park, Kingston Toeschouwers: 0 Scheidsrechter: Fernando Hernández (MEX) |
| 24 maart WK-kwalificatie Finaleronde «onderlinge duels» 18:05 uur (UTC−5) | Andre Gray 72' |       | 21' Eriq Zavaleta | Independence Park, Kingston Toeschouwers: 0 Scheidsrechter: Fernando Hernández (MEX) |

|                                                                           |                                                                                 |       |         |                                                                                 |
| 27 maart WK-kwalificatie Finaleronde «onderlinge duels» 16:05 uur (UTC−4) | Canada                                                                          | 4 – 0 | Jamaica | BMO Field, Toronto Toeschouwers: 29.122 Scheidsrechter: Fernando Guerrero (MEX) |
| 27 maart WK-kwalificatie Finaleronde «onderlinge duels» 16:05 uur (UTC−4) | Cyle Larin 13' Tajon Buchanan 44' Junior Hoilett 83' Adrian Mariappa 88' (e.d.) |       |         | BMO Field, Toronto Toeschouwers: 29.122 Scheidsrechter: Fernando Guerrero (MEX) |

|                                                                           |                                             |       |                         |                                                                                  |
| 30 maart WK-kwalificatie Finaleronde «onderlinge duels» 20:05 uur (UTC−5) | Jamaica                                     | 2 – 1 | Honduras                | Independence Park, Kingston Toeschouwers: 0 Scheidsrechter: Keylor Herrera (CRC) |
| 30 maart WK-kwalificatie Finaleronde «onderlinge duels» 20:05 uur (UTC−5) | Leon Bailey 39' (pen.) Ravel Morrison 45+2' |       | 18' (pen.) Ángel Tejeda | Independence Park, Kingston Toeschouwers: 0 Scheidsrechter: Keylor Herrera (CRC) |

|                                            | |       |         |                                                                                          |
| 25 mei Vriendschappelijk 18:45 uur (UTC+2) | Catalonië | 6 – 0 | Jamaica | Estadi Montilivi, Girona Toeschouwers: 6.124 Scheidsrechter: Víctor García Verdura (ESP) |
| 25 mei Vriendschappelijk 18:45 uur (UTC+2) | Gerard Deulofeu 4' Gerard Deulofeu 29' Marc Bartra 34' Gerard Deulofeu 45' Ferran Jutglà 78' Javi Puado 89' (pen.) |       |         | Estadi Montilivi, Girona Toeschouwers: 6.124 Scheidsrechter: Víctor García Verdura (ESP) |

|                                                                             |                        |       |                      |                                                                                                   |
| 4 juni CONCACAF Nations League Groep A «onderlinge duels» 20:00 uur (UTC−3) | Suriname               | 1 – 1 | Jamaica              | Dr. Ir. Franklin Essed Stadion, Paramaribo Toeschouwers: 3.032 Scheidsrechter: Selvin Brown (HON) |
| 4 juni CONCACAF Nations League Groep A «onderlinge duels» 20:00 uur (UTC−3) | Amal Knight 84' (e.d.) |       | 39' Junior Flemmings | Dr. Ir. Franklin Essed Stadion, Paramaribo Toeschouwers: 3.032 Scheidsrechter: Selvin Brown (HON) |

|                                                                             |                                                        |       |                     |                                                                                  |
| 7 juni CONCACAF Nations League Groep A «onderlinge duels» 20:00 uur (UTC−5) | Jamaica                                                | 3 – 1 | Suriname            | Independence Park, Kingston Toeschouwers: 0 Scheidsrechter: Keylor Herrera (CRC) |
| 7 juni CONCACAF Nations League Groep A «onderlinge duels» 20:00 uur (UTC−5) | Ravel Morrison 16' Junior Flemmings 43' Jamal Lowe 70' |       | 21' Yanic Wildschut | Independence Park, Kingston Toeschouwers: 0 Scheidsrechter: Keylor Herrera (CRC) |

|                                                                              |                |       |                 |                                                                               |
| 14 juni CONCACAF Nations League Groep A «onderlinge duels» 19:00 uur (UTC−5) | Jamaica        | 1 – 1 | Mexico          | Independence Park, Kingston Toeschouwers: 0 Scheidsrechter: Bryan López (GUA) |
| 14 juni CONCACAF Nations League Groep A «onderlinge duels» 19:00 uur (UTC−5) | Leon Bailey 4' |       | 45+3' Luis Romo | Independence Park, Kingston Toeschouwers: 0 Scheidsrechter: Bryan López (GUA) |

|                                                                    |                   |       |                        |                                                                                   |
| 26 augustus Vriendschappelijk «onderlinge duels» 17:00 uur (UTC+2) | Qatar             | 1 – 1 | Jamaica                | Stadion Wiener Neustadt, Wiener Neustadt Scheidsrechter: Sebastian Gishamer (AUT) |
| 26 augustus Vriendschappelijk «onderlinge duels» 17:00 uur (UTC+2) | Khalid Muneer 83' |       | 70' Jourdaine Fletcher | Stadion Wiener Neustadt, Wiener Neustadt Scheidsrechter: Sebastian Gishamer (AUT) |

|                                                                     |                                                      |       |         |                                                                                 |
| 27 september Vriendschappelijk «onderlinge duels» 20:00 uur (UTC−4) | Argentinië                                           | 3 – 0 | Jamaica | Red Bull Arena, Harrison Toeschouwers: 25.000 Scheidsrechter: Marco Ortíz (MEX) |
| 27 september Vriendschappelijk «onderlinge duels» 20:00 uur (UTC−4) | Julián Álvarez 13' Lionel Messi 86' Lionel Messi 89' |       |         | Red Bull Arena, Harrison Toeschouwers: 25.000 Scheidsrechter: Marco Ortíz (MEX) |

|                                                                   |                  |       |                     |                                                                               |
| 9 november Vriendschappelijk «onderlinge duels» 18:00 uur (UTC+1) | Kameroen         | 1 – 1 | Jamaica             | Olembestadion, Yaoundé Toeschouwers: 32.000 Scheidsrechter: Jean Ngambo (DRC) |
| 9 november Vriendschappelijk «onderlinge duels» 18:00 uur (UTC+1) | Djawal Kaiba 74' |       | 60' Justin McMaster | Olembestadion, Yaoundé Toeschouwers: 32.000 Scheidsrechter: Jean Ngambo (DRC) |

### 2023
|                                                                 |         |                |                    |                                                                                |
| 11 maart Vriendschappelijk «onderlinge duels» 16:00 uur (UTC−5) | Jamaica | 0 – 1          | Trinidad en Tobago | Montego Bay Sports Complex, Montego Bay Scheidsrechter: Ken Pennyfeather (ANT) |
| 11 maart Vriendschappelijk «onderlinge duels» 16:00 uur (UTC−5) |         | 67' Reon Moore |                    | Montego Bay Sports Complex, Montego Bay Scheidsrechter: Ken Pennyfeather (ANT) |

|                                                                 |         |       |                    |                                                                  |
| 14 maart Vriendschappelijk «onderlinge duels» 17:00 uur (UTC−5) | Jamaica | 0 – 0 | Trinidad en Tobago | Independence Park, Kingston Scheidsrechter: Hector Vergara (PAN) |
| 14 maart Vriendschappelijk «onderlinge duels» 17:00 uur (UTC−5) |         |       |                    | Independence Park, Kingston Scheidsrechter: Hector Vergara (PAN) |

|                                                                               |                                                |       |                                                  |                                                                 |
| 26 maart CONCACAF Nations League Groep A «onderlinge duels» 18:00 uur (UTC−6) | Mexico                                         | 2 – 2 | Jamaica                                          | Aztekenstadion, Mexico-Stad Scheidsrechter: Ismail Elfath (USA) |
| 26 maart CONCACAF Nations League Groep A «onderlinge duels» 18:00 uur (UTC−6) | Orbelín Pineda 17' Hirving Lozano 45+2' (pen.) |       | 8' Bobby Decordova-Reid 33' (e.d.) Edson Álvarez | Aztekenstadion, Mexico-Stad Scheidsrechter: Ismail Elfath (USA) |

|                                                                |                             |       |                                        |                                                              |
| 15 juni Vriendschappelijk «onderlinge duels» 18:00 uur (UTC+2) | Jamaica                     | 1 – 2 | Qatar                                  | Sonnenseestadion, Ritzing Scheidsrechter: Stefan Ebner (AUT) |
| 15 juni Vriendschappelijk «onderlinge duels» 18:00 uur (UTC+2) | Shamar Nicholson 61' (pen.) |       | 31' Homan Al Amin 39' Mohammed Muntari | Sonnenseestadion, Ritzing Scheidsrechter: Stefan Ebner (AUT) |

|                                                                |                       |       |                                    |                                                                               |
| 19 juni Vriendschappelijk «onderlinge duels» 14:00 uur (UTC+2) | Jamaica               | 1 – 2 | Jordanië                           | Stadion Wiener Neustadt, Wiener Neustadt Scheidsrechter: Harald Lechner (AUT) |
| 19 juni Vriendschappelijk «onderlinge duels» 14:00 uur (UTC+2) | Cory Burke 39' (pen.) |       | 56' Mahmoud Al Mardi 63' Ali Olwan | Stadion Wiener Neustadt, Wiener Neustadt Scheidsrechter: Harald Lechner (AUT) |

| CONCACAF Gold Cup 2023 |
| ---------------------- |

|                                                               |                     |       |                 | |
| 24 juni Gold Cup Groep A «onderlinge duels» 21:06 uur (UTC−5) | Verenigde Staten    | 1 – 1 | Jamaica         | Soldier Field, Chicago Toeschouwers: 36.666 Scheidsrechter: César Arturo Ramos (MEX) Video-assistent: Erick Miranda (MEX) |
| 24 juni Gold Cup Groep A «onderlinge duels» 21:06 uur (UTC−5) | Brandon Vázquez 88' |       | 13' Damion Lowe | Soldier Field, Chicago Toeschouwers: 36.666 Scheidsrechter: César Arturo Ramos (MEX) Video-assistent: Erick Miranda (MEX) |

|                                                               |                                                                         |       |                     | |
| 28 juni Gold Cup Groep A «onderlinge duels» 18:30 uur (UTC−5) | Jamaica                                                                 | 4 – 1 | Trinidad en Tobago  | CityPark, Saint Louis Toeschouwers: 21.216 Scheidsrechter: Fernando Guerrero (MEX) Video-assistent: Benjamín Pineda (CRC) |
| 28 juni Gold Cup Groep A «onderlinge duels» 18:30 uur (UTC−5) | Demarai Gray 14' Leon Bailey 18' Demarai Gray 30' Dujuan Richards 90+2' |       | 49' Andre Rampersad | CityPark, Saint Louis Toeschouwers: 21.216 Scheidsrechter: Fernando Guerrero (MEX) Video-assistent: Benjamín Pineda (CRC) |

|                                                              | |       |                      | |
| 2 juli Gold Cup Groep A «onderlinge duels» 16:00 uur (UTC−7) | Jamaica                                                                                             | 5 – 0 | Saint Kitts en Nevis | Levi's Stadium, Santa Clara Toeschouwers: 60.347 Scheidsrechter: Adonai Escobedo (MEX) Video-assistent: Selvin Brown (HON) |
| 2 juli Gold Cup Groep A «onderlinge duels» 16:00 uur (UTC−7) | Julani Archibald 30' (e.d.) Jon Russell 45+2' Di'Shon Bernard 49' Daniel Johnson 72' Cory Burke 74' |       |                      | Levi's Stadium, Santa Clara Toeschouwers: 60.347 Scheidsrechter: Adonai Escobedo (MEX) Video-assistent: Selvin Brown (HON) |

|                                                                  |           |                  |         | |
| 9 juli Gold Cup Kwartfinale «onderlinge duels» 17:00 uur (UTC−4) | Guatemala | 0 – 1            | Jamaica | TQL Stadium, Cincinnati Toeschouwers: 24.979 Scheidsrechter: Drew Fischer (CAN) Video-assistent: Edvin Jurisevic (USA) |
| 9 juli Gold Cup Kwartfinale «onderlinge duels» 17:00 uur (UTC−4) |           | 51' Amari'i Bell |         | TQL Stadium, Cincinnati Toeschouwers: 24.979 Scheidsrechter: Drew Fischer (CAN) Video-assistent: Edvin Jurisevic (USA) |

|                                                                    |         |                                                        |        | |
| 12 juli Gold Cup Halve finale «onderlinge duels» 16:30 uur (UTC−7) | Jamaica | 0 – 3                                                  | Mexico | Allegiant Stadium, Paradise Toeschouwers: 29.886 Scheidsrechter: Mario Escobar (GUA) Video-assistent: Ricardo Montero (CRC) |
| 12 juli Gold Cup Halve finale «onderlinge duels» 16:30 uur (UTC−7) |         | 2' Henry Martín 30' Luis Chávez 90+3' Roberto Alvarado |        | Allegiant Stadium, Paradise Toeschouwers: 29.886 Scheidsrechter: Mario Escobar (GUA) Video-assistent: Ricardo Montero (CRC) |

|  |  |  |  |  |  |  |  |  |

|                                                                                  |                  |       |          |                                                                                       |
| 8 september CONCACAF Nations League Groep B «onderlinge duels» 20:00 uur (UTC−5) | Jamaica          | 1 – 0 | Honduras | Independence Park, Kingston Toeschouwers: 3.800 Scheidsrechter: Daniel Quintero (MEX) |
| 8 september CONCACAF Nations League Groep B «onderlinge duels» 20:00 uur (UTC−5) | Demarai Gray 64' |       |          | Independence Park, Kingston Toeschouwers: 3.800 Scheidsrechter: Daniel Quintero (MEX) |

|                                                                                   |                                                        |       |                                                   |                                                                      |
| 12 september CONCACAF Nations League Groep B «onderlinge duels» 19:00 uur (UTC−5) | Jamaica                                                | 2 – 2 | Haïti                                             | Independence Park, Kingston Scheidsrechter: César Arturo Ramos (MEX) |
| 12 september CONCACAF Nations League Groep B «onderlinge duels» 19:00 uur (UTC−5) | Ricardo Adé 51' (e.d.) Bobby Decordova-Reid 83' (pen.) |       | 12' Louicius Don Deedson 15' Louicius Don Deedson | Independence Park, Kingston Scheidsrechter: César Arturo Ramos (MEX) |

|                                                                                 |                     |       |                                                                                  | |
| 12 oktober CONCACAF Nations League Groep B «onderlinge duels» 19:00 uur (UTC−4) | Grenada             | 1 – 4 | Jamaica                                                                          | Kirani James Atletiekstadion, Saint George's Toeschouwers: 4.394 Scheidsrechter: Joe Dickerson (USA) |
| 12 oktober CONCACAF Nations League Groep B «onderlinge duels» 19:00 uur (UTC−4) | Trevon Williams 30' |       | 12' Kevon Lambert 22' Shamar Nicholson 74' Demarai Gray 87' Bobby Decordova-Reid | Kirani James Atletiekstadion, Saint George's Toeschouwers: 4.394 Scheidsrechter: Joe Dickerson (USA) |

|                                                                                 |                                           |       |                                                       | |
| 15 oktober CONCACAF Nations League Groep B «onderlinge duels» 20:00 uur (UTC−4) | Haïti                                     | 2 – 3 | Jamaica                                               | Hasely Crawfordstadion, Port of Spain (Trinidad en Tobago) Toeschouwers: 1.060 Scheidsrechter: Keylor Herrera (CRC) |
| 15 oktober CONCACAF Nations League Groep B «onderlinge duels» 20:00 uur (UTC−4) | Frantzdy Pierrot 15' Frantzdy Pierrot 87' |       | 18' Demarai Gray 57' Shamar Nicholson 66' Leon Bailey | Hasely Crawfordstadion, Port of Spain (Trinidad en Tobago) Toeschouwers: 1.060 Scheidsrechter: Keylor Herrera (CRC) |

|                                                                    |           |       |         |                                                                                     |
| 11 november Vriendschappelijk «onderlinge duels» 19:00 uur (UTC−5) | Guatemala | 0 – 0 | Jamaica | Red Bull Arena, Harrison Toeschouwers: 20.000 Scheidsrechter: Benjamín Pineda (CRC) |
| 11 november Vriendschappelijk «onderlinge duels» 19:00 uur (UTC−5) |           |       |         | Red Bull Arena, Harrison Toeschouwers: 20.000 Scheidsrechter: Benjamín Pineda (CRC) |

|                                                                                      |                      |       |                                            |                                                              |
| 18 november CONCACAF Nations League Kwartfinale «onderlinge duels» 10:30 uur (UTC−5) | Jamaica              | 1 – 2 | Canada                                     | Independence Park, Kingston Scheidsrechter: Tori Penso (USA) |
| 18 november CONCACAF Nations League Kwartfinale «onderlinge duels» 10:30 uur (UTC−5) | Shamar Nicholson 56' |       | 45+1' Jonathan David 86' Stephen Eustáquio | Independence Park, Kingston Scheidsrechter: Tori Penso (USA) |

|                                                                                      |                                     |       |                                                                           |                                                                                  |
| 21 november CONCACAF Nations League Kwartfinale «onderlinge duels» 19:30 uur (UTC−5) | Canada                              | 2 – 3 | Jamaica                                                                   | BMO Field, Toronto Toeschouwers: 17.588 Scheidsrechter: César Arturo Ramos (MEX) |
| 21 november CONCACAF Nations League Kwartfinale «onderlinge duels» 19:30 uur (UTC−5) | Alphonso Davies 25' Ismaël Koné 69' |       | 63' Shamar Nicholson 66' Shamar Nicholson 78' (pen.) Bobby Decordova-Reid | BMO Field, Toronto Toeschouwers: 17.588 Scheidsrechter: César Arturo Ramos (MEX) |

### 2024
|                                                                |                    |                  |         |                                                                                           |
| 1 maart Vriendschappelijk «onderlinge duels» 15:00 uur (UTC−4) | Trinidad en Tobago | 0 – 1            | Jamaica | Hasely Crawfordstadion, Port of Spain Toeschouwers: 0 Scheidsrechter: Nikolai Nyron (TTO) |
| 1 maart Vriendschappelijk «onderlinge duels» 15:00 uur (UTC−4) |                    | 58' Kaheim Dixon |         | Hasely Crawfordstadion, Port of Spain Toeschouwers: 0 Scheidsrechter: Nikolai Nyron (TTO) |

|                                                                |                    |       |         |                                                                              |
| 3 maart Vriendschappelijk «onderlinge duels» 16:00 uur (UTC−4) | Trinidad en Tobago | 0 – 0 | Jamaica | Larry Gomesstadion, Arima Toeschouwers: 0 Scheidsrechter: Cecile Hinds (TTO) |
| 3 maart Vriendschappelijk «onderlinge duels» 16:00 uur (UTC−4) |                    |       |         | Larry Gomesstadion, Arima Toeschouwers: 0 Scheidsrechter: Cecile Hinds (TTO) |

|                                                                                    |                                                          |              |               | |
| 21 maart CONCACAF Nations League Halve finale «onderlinge duels» 18:00 uur (UTC−5) | Verenigde Staten                                         | 3 – 1 (n.v.) | Jamaica       | AT&T Stadium, Arlington Toeschouwers: 40.926 Scheidsrechter: Selvin Brown (HON) Video-assistent: Ricardo Montero (CRC) |
| 21 maart CONCACAF Nations League Halve finale «onderlinge duels» 18:00 uur (UTC−5) | Cory Burke 90+6' (e.d.) Haji Wright 96' Haji Wright 109' |              | 1' Greg Leigh | AT&T Stadium, Arlington Toeschouwers: 40.926 Scheidsrechter: Selvin Brown (HON) Video-assistent: Ricardo Montero (CRC) |

|                                                                                    |        |                      |         | |
| 24 maart CONCACAF Nations League Troostfinale «onderlinge duels» 17:00 uur (UTC−5) | Panama | 0 – 1                | Jamaica | AT&T Stadium, Arlington Toeschouwers: 59.471 Scheidsrechter: Tori Penso (USA) Video-assistent: Edvin Jurisevic (USA) |
| 24 maart CONCACAF Nations League Troostfinale «onderlinge duels» 17:00 uur (UTC−5) |        | 42' Dexter Lembikisa |         | AT&T Stadium, Arlington Toeschouwers: 59.471 Scheidsrechter: Tori Penso (USA) Video-assistent: Edvin Jurisevic (USA) |

|                                                                          |                      |       |                        |                                                                                    |
| 6 juni WK-kwalificatie Tweede ronde «onderlinge duels» 15:30 uur (UTC−5) | Jamaica              | 1 – 0 | Dominicaanse Republiek | Independence Park, Kingston Toeschouwers: 9.266 Scheidsrechter: Drew Fischer (CAN) |
| 6 juni WK-kwalificatie Tweede ronde «onderlinge duels» 15:30 uur (UTC−5) | Shamar Nicholson 17' |       |                        | Independence Park, Kingston Toeschouwers: 9.266 Scheidsrechter: Drew Fischer (CAN) |

|                                                                          |                                 |       |                                                                   |                                                                                  |
| 9 juni WK-kwalificatie Tweede ronde «onderlinge duels» 15:00 uur (UTC−4) | Dominica                        | 2 – 3 | Jamaica                                                           | Windsor Park, Roseau Toeschouwers: 6.500 Scheidsrechter: Fernando Guerrero (MEX) |
| 9 juni WK-kwalificatie Tweede ronde «onderlinge duels» 15:00 uur (UTC−4) | Javid George 83' Troy Jules 89' |       | 31' Shamar Nicholson 43' Kaheim Dixon 80' (pen.) Shamar Nicholson | Windsor Park, Roseau Toeschouwers: 6.500 Scheidsrechter: Fernando Guerrero (MEX) |

| Copa América 2024 |
| ----------------- |

|                                                                   |                     |       |         |                                                                               |
| 22 juni Copa América Groep B «onderlinge duels» 20:00 uur (UTC−5) | Mexico              | 1 – 0 | Jamaica | NRG Stadium, Houston Toeschouwers: 53.763 Scheidsrechter: Ismail Elfath (USA) |
| 22 juni Copa América Groep B «onderlinge duels» 20:00 uur (UTC−5) | Gerardo Arteaga 69' |       |         | NRG Stadium, Houston Toeschouwers: 53.763 Scheidsrechter: Ismail Elfath (USA) |

|                                                                   |                                                                   |       |                     |                                                                                       |
| 26 juni Copa América Groep B «onderlinge duels» 15:00 uur (UTC−7) | Ecuador                                                           | 3 – 1 | Jamaica             | Allegiant Stadium, Paradise Toeschouwers: 24.074 Scheidsrechter: Cristian Garay (CHI) |
| 26 juni Copa América Groep B «onderlinge duels» 15:00 uur (UTC−7) | Kasey Palmer 13' (e.d.) Kendry Páez 45+4' (pen.) Alan Minda 90+1' |       | 54' Michail Antonio | Allegiant Stadium, Paradise Toeschouwers: 24.074 Scheidsrechter: Cristian Garay (CHI) |

|                                                                   |         |                                                      |           |                                                                                |
| 30 juni Copa América Groep B «onderlinge duels» 19:00 uur (UTC−5) | Jamaica | 0 – 3                                                | Venezuela | Q2 Stadium, Austin Toeschouwers: 20.240 Scheidsrechter: Maurizio Mariani (ITA) |
| 30 juni Copa América Groep B «onderlinge duels» 19:00 uur (UTC−5) |         | 49' Eduard Bello 56' Salomón Rondón 85' Eric Ramírez |           | Q2 Stadium, Austin Toeschouwers: 20.240 Scheidsrechter: Maurizio Mariani (ITA) |

|  |  |  |  |  |  |  |  |  |

|                                                                                  |         |       |      |                                                                                          |
| 6 september CONCACAF Nations League Groep B «onderlinge duels» 19:00 uur (UTC−5) | Jamaica | 0 – 0 | Cuba | Independence Park, Kingston Toeschouwers: 9.900 Scheidsrechter: Filiberto Martínez (SLV) |
| 6 september CONCACAF Nations League Groep B «onderlinge duels» 19:00 uur (UTC−5) |         |       |      | Independence Park, Kingston Toeschouwers: 9.900 Scheidsrechter: Filiberto Martínez (SLV) |

|                                                                                   |                |       |                                                       |                                                                         |
| 10 september CONCACAF Nations League Groep B «onderlinge duels» 20:00 uur (UTC−6) | Honduras       | 1 – 2 | Jamaica                                               | Estadio Chelato Uclés, Tegucigalpa Scheidsrechter: Víctor Cáceres (MEX) |
| 10 september CONCACAF Nations League Groep B «onderlinge duels» 20:00 uur (UTC−6) | David Ruiz 50' |       | 49' (e.d.) Denil Maldonado 76' (pen.) Michail Antonio | Estadio Chelato Uclés, Tegucigalpa Scheidsrechter: Víctor Cáceres (MEX) |

|                                                                                 |           |                                               |         |                                                                                    |
| 10 oktober CONCACAF Nations League Groep B «onderlinge duels» 20:00 uur (UTC−6) | Nicaragua | 0 – 2                                         | Jamaica | Estadio Nacional, Managua Toeschouwers: 16.630 Scheidsrechter: Mario Escobar (GUA) |
| 10 oktober CONCACAF Nations League Groep B «onderlinge duels» 20:00 uur (UTC−6) |           | 32' (e.d.) Josué Quijano 69' Romario Williams |         | Estadio Nacional, Managua Toeschouwers: 16.630 Scheidsrechter: Mario Escobar (GUA) |

|                                                                                 |         |       |          |                                                                                           |
| 14 oktober CONCACAF Nations League Groep B «onderlinge duels» 20:00 uur (UTC−5) | Jamaica | 0 – 0 | Honduras | Independence Park, Kingston Toeschouwers: 11.263 Scheidsrechter: Armando Villarreal (USA) |
| 14 oktober CONCACAF Nations League Groep B «onderlinge duels» 20:00 uur (UTC−5) |         |       |          | Independence Park, Kingston Toeschouwers: 11.263 Scheidsrechter: Armando Villarreal (USA) |

|                                                                                      |         |                 |                  |                                                                                              |
| 14 november CONCACAF Nations League Kwartfinale «onderlinge duels» 20:00 uur (UTC−5) | Jamaica | 0 – 1           | Verenigde Staten | Independence Park, Kingston Toeschouwers: 20.213 Scheidsrechter: Juan Gabriel Calderón (CRC) |
| 14 november CONCACAF Nations League Kwartfinale «onderlinge duels» 20:00 uur (UTC−5) |         | 5' Ricardo Pepi |                  | Independence Park, Kingston Toeschouwers: 20.213 Scheidsrechter: Juan Gabriel Calderón (CRC) |

|                                                                                      |                                                                                    |       |                                   |                                                                                      |
| 18 november CONCACAF Nations League Kwartfinale «onderlinge duels» 19:00 uur (UTC−6) | Verenigde Staten                                                                   | 4 – 2 | Jamaica                           | Energizer Park, Saint Louis Toeschouwers: 21.080 Scheidsrechter: Mario Escobar (GUA) |
| 18 november CONCACAF Nations League Kwartfinale «onderlinge duels» 19:00 uur (UTC−6) | Christian Pulisic 14' Di'Shon Bernard 33' (e.d.) Ricardo Pepi 42' Timothy Weah 56' |       | 53' Demarai Gray 68' Demarai Gray | Energizer Park, Saint Louis Toeschouwers: 21.080 Scheidsrechter: Mario Escobar (GUA) |

### 2025
|                                                                   |                     |       |                    |                                                              |
| 6 februari Vriendschappelijk «onderlinge duels» 19:00 uur (UTC−5) | Jamaica             | 1 – 0 | Trinidad en Tobago | Montego Bay Sports Complex, Montego Bay Scheidsrechter: onb. |
| 6 februari Vriendschappelijk «onderlinge duels» 19:00 uur (UTC−5) | Sue-Lae McCalla 84' |       |                    | Montego Bay Sports Complex, Montego Bay Scheidsrechter: onb. |

|                                                                   |                                 |       |                        | |
| 9 februari Vriendschappelijk «onderlinge duels» 19:00 uur (UTC−5) | Jamaica                         | 1 – 1 | Trinidad en Tobago     | Anthony Spaulding Sports Complex, Kingston Toeschouwers: 3.400 Scheidsrechter: Oshane Nation (JAM) |
| 9 februari Vriendschappelijk «onderlinge duels» 19:00 uur (UTC−5) | Josiah Trimmingham 90+4' (e.d.) |       | 21' Josiah Trimmingham | Anthony Spaulding Sports Complex, Kingston Toeschouwers: 3.400 Scheidsrechter: Oshane Nation (JAM) |

|                                                                                   |                         |       |                          |                                                                    |
| 21 maart CONCACAF Gold Cup 2025 kwalificatie «onderlinge duels» 19:00 uur (UTC−4) | St. Vincent en de Gren. | 1 – 1 | Jamaica                  | Arnos Valestadion, Kingstown Scheidsrechter: Karen Hernández (MEX) |
| 21 maart CONCACAF Gold Cup 2025 kwalificatie «onderlinge duels» 19:00 uur (UTC−4) | Oalex Anderson 65'      |       | 90+8' (pen.) Leon Bailey | Arnos Valestadion, Kingstown Scheidsrechter: Karen Hernández (MEX) |

|                                                                                   |                                                                 |       |                         |                                                                 |
| 25 maart CONCACAF Gold Cup 2025 kwalificatie «onderlinge duels» 19:00 uur (UTC−5) | Jamaica                                                         | 3 – 0 | St. Vincent en de Gren. | Sabina Park, Kingston Scheidsrechter: Pierre-Luc Lauzière (CAN) |
| 25 maart CONCACAF Gold Cup 2025 kwalificatie «onderlinge duels» 19:00 uur (UTC−5) | Warner Brown 27' Andrew Johnson 89' (e.d.) Renaldo Cephas 90+4' |       |                         | Sabina Park, Kingston Scheidsrechter: Pierre-Luc Lauzière (CAN) |

|                                                                       |                        |   |         |                                                    |
| 7 juni WK-kwalificatie Tweede ronde «onderlinge duels» n.n.b. (UTC−4) | Britse Maagdeneilanden | – | Jamaica | n.n.b. Toeschouwers: n.n.b. Scheidsrechter: n.n.b. |
| 7 juni WK-kwalificatie Tweede ronde «onderlinge duels» n.n.b. (UTC−4) |                        |   |         | n.n.b. Toeschouwers: n.n.b. Scheidsrechter: n.n.b. |

|                                                                        |         |   |           |                                                    |
| 10 juni WK-kwalificatie Tweede ronde «onderlinge duels» n.n.b. (UTC−5) | Jamaica | – | Guatemala | n.n.b. Toeschouwers: n.n.b. Scheidsrechter: n.n.b. |
| 10 juni WK-kwalificatie Tweede ronde «onderlinge duels» n.n.b. (UTC−5) |         |   |           | n.n.b. Toeschouwers: n.n.b. Scheidsrechter: n.n.b. |

| CONCACAF Gold Cup 2025 |
| ---------------------- |

|                                                               |         |   |           |                                                                                |
| 16 juni Gold Cup Groep C «onderlinge duels» 19:00 uur (UTC−7) | Jamaica | – | Guatemala | Dignity Health Sports Park, Carson Toeschouwers: n.n.b. Scheidsrechter: n.n.b. |
| 16 juni Gold Cup Groep C «onderlinge duels» 19:00 uur (UTC−7) |         |   |           | Dignity Health Sports Park, Carson Toeschouwers: n.n.b. Scheidsrechter: n.n.b. |

|                                            |         |   |            |                                                                   |
| 20 juni Gold Cup Groep C 16:45 uur (UTC−7) | Jamaica | – | Guadeloupe | PayPal Park, San Jose Toeschouwers: n.n.b. Scheidsrechter: n.n.b. |
| 20 juni Gold Cup Groep C 16:45 uur (UTC−7) |         |   |            | PayPal Park, San Jose Toeschouwers: n.n.b. Scheidsrechter: n.n.b. |

|                                                               |        |   |         |                                                                |
| 24 juni Gold Cup Groep C «onderlinge duels» 18:00 uur (UTC−5) | Panama | – | Jamaica | Q2 Stadium, Austin Toeschouwers: n.n.b. Scheidsrechter: n.n.b. |
| 24 juni Gold Cup Groep C «onderlinge duels» 18:00 uur (UTC−5) |        |   |         | Q2 Stadium, Austin Toeschouwers: n.n.b. Scheidsrechter: n.n.b. |

|  |  |  |  |  |  |  |  |  |

JFF · A-internationals · Bondscoaches · Selecties · Statistieken · Jamaicaans vrouwenelftal · Olympisch elftal · Jamaica U21 · Jamaica U19 · Jamaica U17
1920 – 1959 · 
1960 – 1969 · 
1970 – 1979 · 
1980 – 1989 · 
1990 – 1999 · 
2000 – 2009 · 
2010 – 2019 · 
2020 – 2029
Gold Cup 1991 · 
Gold Cup 1993 · 
Gold Cup 1998 · 
Gold Cup 2000 · 
Gold Cup 2003 · 
Gold Cup 2005 · 
Gold Cup 2009 · 
Gold Cup 2011 · 
Gold Cup 2015
Copa América 2015
WK 1998
1925 · 
1926 · 
1927–1929 · 
1930 · 
1931 · 
1932 · 
1933–1934 · 
1935 · 
1936 · 
1937 · 
1938 · 
1939–1946 · 
1947 · 
1948 · 
1949 · 
1950 · 
1951 · 
1952 · 
1953 · 
1954–1956 · 
1957 · 
1958 · 
1959 · 
1960 · 
1961 · 
1962 · 
1963 · 
1964 · 
1965 · 
1966 · 
1967 · 
1968 · 
1969 · 
1970 · 
1971 · 
1972 · 
1973 · 
1974 · 
1975 · 
1976 · 
1977 · 
1978 · 
1979 · 
1980 · 
1981 · 
1982 · 
1983 · 
1984 · 
1985 · 
1986 · 
1987 · 
1988 · 
1989 · 
1990 · 
1991 · 
1992 · 
1993 · 
1994 · 
1995 · 
1996 · 
1997 · 
1998 · 
1999 · 
2000 · 
2001 · 
2002 · 
2003 · 
2004 · 
2005 · 
2006 · 
2007 · 
2008 · 
2009 · 
2010 · 
2011 · 
2012 · 
2013 · 
2014 · 
2015 · 
2016 ·
2017 ·
2018 ·
2019 ·
2020 ·
2021 ·
2022 ·
2023 ·
2024
Amerikaanse Maagdeneilanden ·
Antigua en Barbuda ·
Argentinië ·
Aruba ·
Australië ·
Bahama's ·
Barbados ·
Bermuda ·
Bolivia ·
Brazilië ·
Britse Maagdeneilanden ·
Bulgarije ·
Canada ·
Chili ·
China ·
Colombia ·
Costa Rica ·
Cuba ·
Curaçao ·
Dominica ·
Dominicaanse Republiek ·
Ecuador ·
Egypte ·
El Salvador ·
Engeland ·
Frankrijk ·
Ghana ·
Grenada ·
Guatemala ·
Guyana ·
Haïti ·
Honduras ·
Ierland ·
India ·
Indonesië ·
Iran ·
Japan ·
Jordanië ·
Kaaimaneilanden ·
Kameroen ·
Kroatië ·
Maleisië ·
Marokko ·
Mexico ·
Nederlandse Antillen ·
Nicaragua ·
Nieuw-Zeeland ·
Nigeria ·
Noord-Macedonië ·
Noorwegen ·
Panama ·
Paraguay ·
Peru ·
Puerto Rico ·
Qatar ·
Saint Kitts en Nevis ·
Saint Lucia ·
Saint Vincent en de Grenadines ·
Saoedi-Arabië ·
Servië ·
Suriname ·
Trinidad en Tobago ·
Uruguay ·
Venezuela ·
Verenigde Staten ·
Vietnam ·
Wales ·
Zambia ·
Zuid-Afrika ·
Zuid-Korea ·
Zweden ·
Zwitserland
CONMEBOL: Argentinië · Bolivia · Brazilië · Chili · Colombia · Ecuador · Paraguay · Peru · Uruguay · Venezuela

UEFA: Albanië · Andorra · Armenië · Azerbeidzjan · België · Bosnië en Herzegovina · Bulgarije · Cyprus · Denemarken · Duitsland · Engeland · Estland · Faeröer · Finland · Frankrijk · Georgië · Gibraltar · Griekenland · Hongarije · IJsland · Ierland · Israël · Italië · Kazachstan · Kosovo · Kroatië · Letland · Liechtenstein · Litouwen · Luxemburg · Malta · Moldavië · Montenegro · Nederland · Noord-Ierland · Noord-Macedonië · Noorwegen · Oekraïne · Oostenrijk · Polen · Portugal · Roemenië · Rusland · San Marino · Schotland · Servië · Slovenië · Slowakije · Spanje · Tsjechië · Turkije · Wales · Wit-Rusland · Zweden · Zwitserland

AFC: Australië · China · Irak · Iran · Japan · Libanon · Oezbekistan · Oman · Qatar · Saoedi-Arabië · Syrië · Verenigde Arabische Emiraten · Vietnam · Zuid-Korea

CAF: Algerije · Burkina Faso · Congo-Kinshasa · Egypte · Ghana · Ivoorkust · Kaapverdië · Kameroen · Mali · Marokko · Nigeria · Senegal · Tunesië · Zuid-Afrika

CONCACAF: Canada · Costa Rica · Curaçao · El Salvador · Honduras · Jamaica · Mexico · Panama · Suriname · Verenigde Staten

OFC: Nieuw-Zeeland